# Tankred Dorst
Tankred Dorst (Oberlind. Sonneberg, 19 december 1925 – Berlijn, 1 juni 2017) was een Duits toneelschrijver en toneelregisseur.

## Leven
Dorst werd geboren in Thüringen en diende in de Wehrmacht tijdens de Tweede Wereldoorlog. Na zijn krijgsgevangenschap, die tot 1947 duurde, woonde en werkte hij in West-Duitsland. Hij studeerde onder andere theaterwetenschap. Hij kreeg bekendheid door onder meer zijn toneelstuk Toller (1968) over de expressionistische dichter Ernst Toller. Dorsts toneelwerk (naast ongeveer 40 toneelstukken schreef hij marionettentheater, kindertheater, filmscripts, operalibretti, hoorspelen en prozateksten) werd en wordt in veel landen gespeeld. Hij ontving vele literaire prijzen. Dorst regisseerde ook films (The Piggies). Zijn verzameld werk verscheen tussen 1985 en 2008 in acht delen bij Suhrkamp Verlag.

## Selectie uit het werk
- Die Kurve (1960)
- Toller (1968)
- Eiszeit (1973)
- Die Villa (1976)
- Klaras Mutter (1978)
- Mosch (1980)
- Merlin oder das wüste Land (1981)
- Parzival (1987)
- Ich Feuerbach (1987)
- Korbes (1988)
- Karlos (1990)
- Herr Paul (1994)
- Die Legende vom armen Heinrich (1997)
- Kupsch (2001)
- Die Freude am Leben (2001)
- Othoon (2002)

- Bibsys: 90058333
- Bibliothèque nationale de France: cb12026091f (data)
- CiNii: DA00957949
- Gemeinsame Normdatei: 118526952
- International Standard Name Identifier: 0000 0001 0931 7387
- Library of Congress Control Number: n50026153
- Nationale Bibliotheek van Letland: 000058848
- Bibliotheek van het Japanse parlement: 00682166
- Nationale Bibliotheek van Tsjechië: jn19990001830
- Nationale bibliotheek van Australië: 36121851
- Nationale Bibliotheek van Israël: 987007427966805171
- Nationale Bibliotheek van Polen: a0000002546393
- Nederlandse Thesaurus van Auteursnamen: 069730075
- Istituto Centrale per il Catalogo Unico: RAVV079519
- LIBRIS: 208084
- Système universitaire de documentation: 027422909
- Trove: 1215643
- Union List of Artist Names: 500385002
- Virtual International Authority File: 108658192
- WorldCat: E39PBJbGRHcpm4kyWQjRHy4pfq